# 유엔 안전 보장 이사회 결의 제717호
유엔 안전 보장 이사회 결의 제717은 1991년 10월 16일 만장일치로 채택되었다. 결의 채택에 따라 이사국들은 하비에르 페레스 데 케야르 사무총장의 보고서를 중심으로 결의 제668호(1990년)을 재확인한 후, 캄보디아에서의 정치적 해결을 위한 협정에 서명하고, 이후 캄보디아 유엔 사전 대표부(UNAMIC)를 설립하기로 결정하였다.
UNAMIC은 유엔 캄보디아 과도 통치기구가 배치될 때까지 캄보디아 당사자들이 휴전을 유지할 수 있도록 돕기 위하여 1,504명의 인력을 배치하는 것으로 구성된다. 결의안은 캄보디아 최고국민평의회와 모든 당사국이 정치적 해결에 관한 협정 이행에 협력할 것을 촉구했으며, 파리 회의 공동의장이 협정에 서명하기 위해 조기에 회의를 재소집하기로 한 결정을 환영하였다. 마지막으로, 결의안은 사무총장으로 하여금 1991년 11월 15일까지 상황의 발전에 대한 보고서를 제출하도록 요구하였다.

## 같이 보기
- 유엔 안전 보장 이사회 결의 제701 ~ 800호 목록
- 유엔 안전 보장 이사회 결의 제718호
- 캄푸치아 인민공화국